# Axel Algmark
Axel Erik Olof Algmark, född den 7 mars 1990 i Tranås, är en svensk låtskrivare och producent; verksam i Stockholm. Han deltog även som sångare i Melodifestivalen 2012 med låten "Kyss mig".

## Produktioner
- 2015 Maria Anderssons debutalbum "Succession"
- 2015 Sa'ra Charismata "Mushroom"